# アイゾーン (ニュージーランド)
座標: 南緯43度35分04秒 東経172度22分22秒 / 南緯43.58444度 東経172.37278度
アイゾーン (Izone) は、ニュージーランド南島カンタベリー地方のセルウィン・ディストリクトに帰属するロールストンの町にある、業務地区として整備されたサバーブ (industrial suburb)。クライストチャーチの中心部から西南西に10kmほどの位置にある。

## 歴史
アイゾーンの建設は、地域内に企業を誘致することを目指していた基礎自治体であるセルウィン・ディストリク・カウンシル (Selwyn District Council)が、2000年8月に提案したものであった。2001年4月、カウンシルは 130ヘクタール (320エーカー) の都市化されていない地域の土地を購入し、この事業を開始した。その1年後、カウンシルはウェアハウス・グループと契約を締結し、後者は南島の配送センターを開発地内に開設することになった。2003年6月に開業したこの配送センターは、カウンシルの発注を受けて建設会社ネイラー・ラヴ (Naylor Love) が建設したが、後に投資ファンドに売却された。その建物は南島で最大規模の平屋の建物であり、もともと 34,000平方メートル (370,000 sq ft) の広さがあったが、2016年にはさらに 15,000平方メートル (160,000 sq ft) 拡張された。
2010年までには、アイゾーンはニュージーランド最大の業務地区となっていた。2015年には、いずれも海上コンテナを取り扱う機能を建設した。ポート・オブ・リトルトン (Port of Lyttelton) とポート・オブ・タウランガ (Port of Tauranga) は、いずれもアイゾーンにコンテナ取り扱い施設を設けている。ポート・オブ・リトルトンが進出した背景には、クライストチャーチ・サザン・モーターウェイがブロアム・ストリート (Brougham Street) 付近で渋滞し、カンタベリー地方の港であるリトルトンへのアクセスを悪くしていたことがあった。一方、ポート・オブ・タウランガが進出したのは、ティマルーのプライムポート・ティマルー (PrimePort Timaru) の株式の半分を所有していたことが理由であった。これら南島の主要な港町は、いずれもメイン・サウス線の鉄路で結ばれている。プライムポートの施設は、2015年7月に開業し、リトルトンのミッドランドポートも2016年6月に開業した。

## 立地とアクセス
アイゾーンは2本の鉄道線路によって区画を区切られている。メイン・サウス線が南縁、ミッドランド線が南西縁の境界線を成している。メイン・サウス線のすぐ南には、並行してニュージーランド・ステートハイウェイ1号線が通っており、さらにその先にはロールストンのタウンシップ（町区）がある。
ステートハイウェイ1号線とホスキンス・ロード (Hoskyns Road) の交差点には、2007年3月に信号機が設けられた。1号線によって産業地区と町区が分割されているため、ロールストンとアイゾーンの両者を結ぶ陸橋の計画があり、2021年には竣工する見込みとなっている。